# عيد القوات المسلحة (مصر)

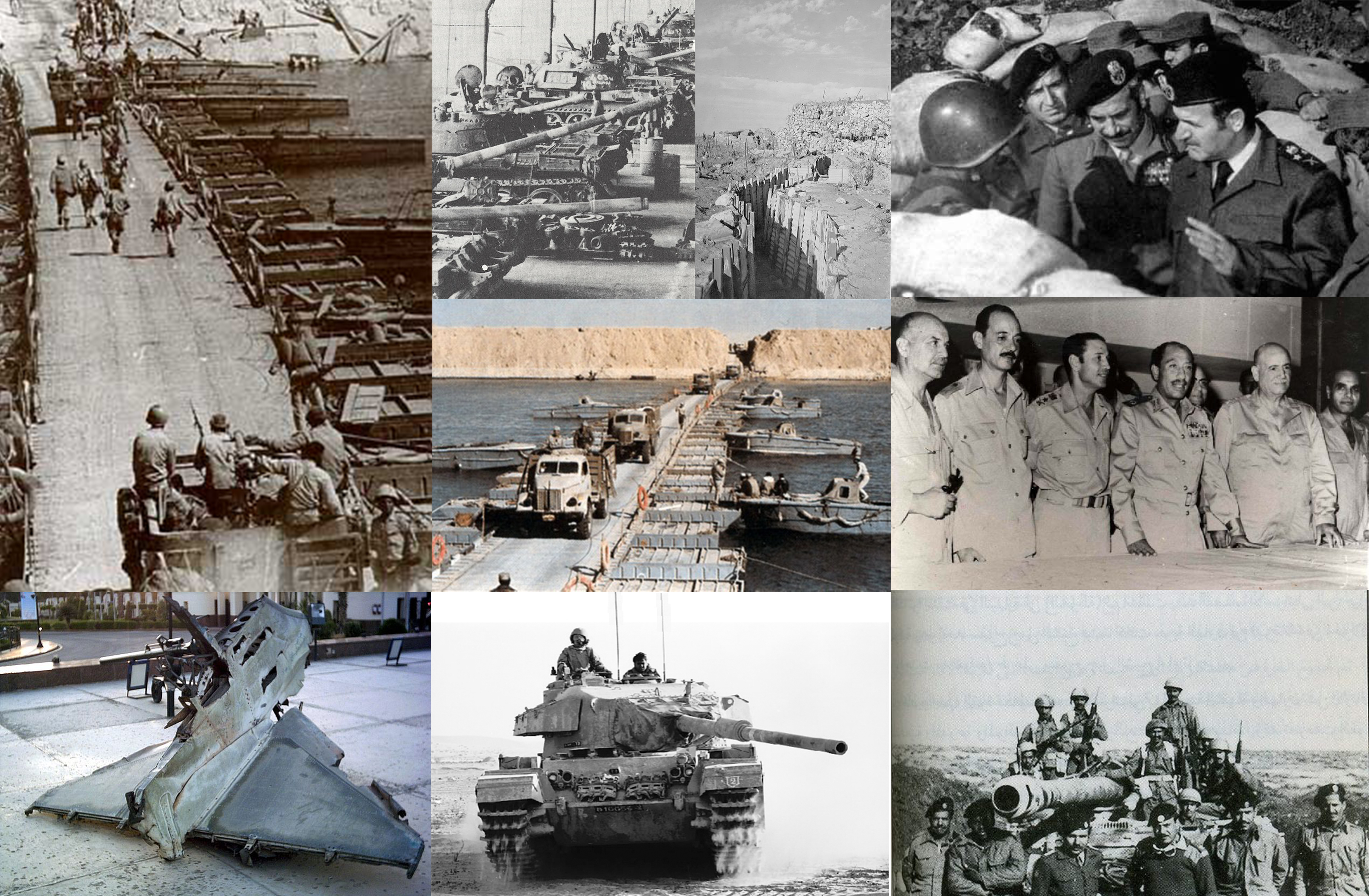
صورة بانوراميّة لحربِ أكتوبر عام 1973.

عيد القوات المسلحة المصرية هو عيدٌ يُحتفل به في اليوم السادس من تشرين الأول/أكتوبر من كل عام، وهو ذكرى حرب أكتوبر التي شنَّتها مصر وسوريا على إسرائيل، والتي بدأت في الثانية ظهرًا من يوم السادس من شهر أكتوبر الموافق للعاشر من رمضان هجريًا. تمكَّنت القوات المسلحة المصرية من تحقيقِ انتصار جزئي، ونجحَت في استرداد أراضيها التي كانت قد احتُلّت من قبل.